# 西原和久
西原 和久（にしはら かずひさ、1950年 - ）は、日本の社会学者。名古屋大学名誉教授、成城大学名誉教授、南京大学客員教授、成城大学グローカル研究センター客員研究員。専門は社会学理論、現象学的社会学、国際社会学、平和社会学研究など。日本社会学理論学会（元会長）、国際社会科学団体連盟（IFSSO：元副会長）。日本社会学会（元国際交流委員長）、日中社会学会、日本社会学史学会、関東社会学会、東海社会学会、移民政策学会、東アジア社会学会（EASA：Transnational Sociology部会長）などの理事を歴任した。

## 人物
マックス・ヴェーバーの支配社会学の検討（卒業論文）から研究を開始し、ヴェーバー社会学の理解概念と行為概念の再検討（修士論文）を経て、アルフレッド・シュッツの現象学的社会学の研究に従事。1990年代～2000年代にかけて、廣松渉研究と差別論・権力論研究に注力し、間身体性を含む「間主観性」論の展開を柱とした社会理論系の著作を刊行。ただし、2000年代初頭のマンチェスター大学での在外研究以後は、アジア太平洋にフォーカスして、国家をこえる越境者（移民・外国人労働者など）に着目するようになったようだ。長野の山村、震災後の宮城の漁村における外国人労働者調査、およびカナダをはじめとする南北アメリカ等への日系移民調査を経て、2010年代には、ハワイ沖縄系移民の検討を契機に沖縄研究（とくに沖縄知識人の社会理論研究）に注力。その成果の一端は、間主観性論とともに、国家を超える人びとの繋がりに着目する「トランスナショナリズム論」というかたちで示されている。現在は、米軍基地問題などへの対応も含めて「東アジアにおける平和と共生」のためのトランスナショナルな連携を模索し、「砂川平和ひろば」の活動と、「砂川平和しみんゼミ」を主宰しながら脱国家的志向を明確にした平和社会学研究を志し、「平和社会学研究センター」の設立に努力している。

## 経歴
- 東京都生まれ。都立国立高校卒業
- 1976年 早稲田大学第一文学部人文学科卒業
- 1981年 早稲田大学大学院文学研究科博士課程社会学専攻単位取得満期退学
- 1981年 群馬大学教養部専任講師、助教授
- 1992年 武蔵大学人文学部教授。
- 1999年 名古屋大学文学部教授（翌年、大学院文学研究科教授）。
- 2001年 名古屋大学大学院環境学研究科教授（新研究科の設立に伴う異動）。
- 2002年 マンチェスター大学客員研究員
- 2006年 南京大学兼職教授（2009年まで）
- 2009年 インスブルック大学客員講師
- 2012年 3月名古屋大学退任、名古屋大学名誉教授、同年4月から成城大学社会イノベーション研究科教授[1]。
- 2015年 ハワイ大学 Visiting Professor
- 2018年 北京外国語大学客員教授
- 2021年 3月成城大学定年退職

## 著書
- 『社会学的思考を読む――社会学理論と「意味の社会学」のプロレゴメナ』人間の科学社　1994年
- 『意味の社会学――現象学的社会学の冒険』弘文堂　1998年
- 『自己と社会――現象学の社会理論と<発生社会学>』新泉社 2003年
- 『間主観性の社会学理論――国家を超える社会の可能性[1]』新泉社　2010年
- 『トランスナショナリズムと社会のイノベーション――越境する国際社会学とコスモポリタン的志向』東信堂 2016年
- 『トランスナショナリズム論序説――移民・沖縄・国家』新泉社、2018年
- 『現代国際社会学のフロンティア――アジア太平洋の越境者をめぐるトランスナショナル社会学』東信堂 2020年
- 『グローカル化する社会と意識のイノベーション――国際社会学と歴史社会学の思想的交差』東信堂 2021年

### 編著・共編著
- 『現象学的社会学の展開――*A・シュッツ継承へ向けて』（編著）青土社、1991年
- 『社会学理論のリアリティ――現代社会学のまなざし』（張江洋直他と共編著）八千代出版、1991年
- 『社会構造の探求 現実と理論のインターフェイス ――故下田直春教授追悼論文集』（笠原清志他と共編）新泉社、1995年
- 『国際化時代の社会学』（藤村正之他と共著）御茶の水書房、1996年
- 『権力から読みとく現代人の社会学・入門』（藤田弘夫と共編著）有斐閣、1996年
- 『現象学的社会学は何を問うのか』（井出裕久他と共編著）勁草書房、1998年
- 『クリティークとしての社会学――現代を社会を批判的に見る眼』（宇都宮京子と共編）東信堂、2004年
- 『聞きまくり社会学――現象学的社会学って何？』（岡敦と共著）新泉社、2006年
- 『入門・グローバル時代の新しい社会学』（保坂稔と共編）新泉社、2007年
- 『水・環境・アジア――グローバル化時代の公共性へ』（編著）新泉社、2007年
- 『現代人の社会学・入門――グローバル化時代の生活世界』油井清光と共編）有斐閣、2010年
- 『増補改訂版 グローバル化時代の新しい社会学』（保坂稔と共編）新泉社、2013年
- 『国際移動と移民政策 日韓の事例と多文化主義再考』（有田伸他と共編） 東信堂、2016年
- 『現代人のための国際社会学・入門――トランスナショナリズムという視点』（樽本英樹と共編）有斐閣、2016年
- 『戦後日本社会学のリアリティ――せめぎ合うパラダイム』（池岡義孝と共編）東信堂、2016年
- 『マイノリティ問題から考える社会学――差別をこえるために』（杉本学と共編）有斐閣、2021年

### 関連図書（西原和久の論稿が掲載されている単行本）
- 1985　『現象学的社会学・意味へのまなざし』山岸健・江原由美子編、三和書房
- 1987　『日常生活と社会理論――社会学の視点』山岸健編、慶応大学出版会
- 1993　『危機と再生の社会理論』佐藤慶幸他編、マルジュ社
- 1995　『岩波講座 現代社会学３ 他者・関係・コミュニケーション』井上俊他編、岩波書店
- 1996　『二十世紀社会学理論の検証』北川隆吉・宮島喬編、有信堂
- 1996　『講座 差別の社会学1 差別の社会理論』栗原彬編、弘文堂
- 1997　『廣松渉著作集 第６巻』（解説）、岩波書店
- 1997　『岩波講座 現代社会学別巻 現代社会学の理論と方法』井上俊他編、岩波書店
- 1997　『理性と暴力――現象学と人間科学』現象学・解釈学研究会編、世界書院
- 2000　『新・廣松渉を読む』情況出版編、情況出版
- 2001　『アメリカ社会学の潮流』船津衛編、恒星社厚生閣
- 2001　『社会学理論の〈可能性〉を読む』情況出版編、情況出版
- 2005　『結び来たりし日々』下田直春教授記念論集刊行委員会編
- 2006　『よくわかる社会学』宇都宮京子編、ミネルヴァ書房
- 2006　『新しい社会学のあゆみ』新睦人編、有斐閣
- 2007　『社会学の饗宴1 逍遥する記憶――旅と里程』山岸健編、三和書籍
- 2007　『はじめて学ぶ社会学』土井文博他編、ミネルヴァ書房
- 2007　『七夕・民族・情感』(中国語)李銀河編、中国広播電視出版社
- 2008　『哲学の歴史10 危機の時代の哲学：現象学と社会批判』野家啓一編、中央公論新社
- 2008　『講座社会変動1 社会変動と社会学』金子勇・長谷川公一編、ミネルヴァ書房
- 2010　『公共哲学を語りあう――中国との対話・共働・開新』金泰昌編、東京大学出版会
- 2013　『灾害・救援・重建的日中比較――全球化与社会关系資本的視角』(中国語)宋金文他編、吉林文史出版社
- 2013 　Routledge Companion to Contemporary Japanese Social Theory, ed., by Elliott, A., et al, London and New York: Routledge.
- 2014 　A Quest for East Asian Sociologies, ed. by Kim, Sungkuk, et al., Seoul: Seoul National University Press.
- 2016 　The Consequence of the Global Disaster, ed. by Elliott, A. & Eric Sue. London and New York: Routledge.
- 2017　『社会的分断を越える想像力――他者と出会いなおすために』塩原良和・稲津秀樹編、青弓社
- 2020　『グローカル研究の理論と実践』成城大学グローカル研究センター編、東信堂
- 2020　『行為論からみる社会学――危機の時代への問いかけ』中村文哉・鈴木健之編、晃洋書房
- 2020　『沖縄を平和の要石に１――地域連合が国境を拓く』東アジア共同体研究所 琉球・沖縄センター編、芙蓉書房出版

### 翻訳
- アルフレッド・シュッツ『シュッツ著作集１　社会的現実の問題[I]』（渡部光・那須壽と共訳）マルジュ社、1983年
- アルフレッド・シュッツ『シュッツ著作集２　社会的現実の問題[II] 』（渡部光・那須壽と共訳）マルジュ社、1985年
- アルフレッド・シュッツ『シュッツ著作集３　社会理論の研究』（渡部光・那須壽と共訳）マルジュ社、1993年
- スティーヴン・ヴァイトクス『「間主観性」の社会学――ミード・グルヴィッチ・シュッツの現象学』（菅原譲・工藤浩・矢田部圭介と共訳） 新泉社、1996年
- アルフレッド・シュッツ『シュッツ著作集４　現象学的哲学の研究』（渡部光・那須壽と共訳）マルジュ社、1998年
- ニック・クロスリー『間主観性と公共性――社会生成の現場』新泉社、2003年
- ニック・クロスリー『社会学キーコンセプト ――「批判的社会理論」の基礎概念57』西原和久監訳（杉本学・郭基煥・阿部純一郎訳者代表） 新泉社、2008年
- ニック・クロスリー『社会運動とは何か――理論の源流から反グローバリズム運動まで』（郭基煥・阿部純一郎と共訳） 新泉社、2009年
- ニック・クロスリー『社会的身体――ハビトゥス・アイデンティティ・欲望』（堀田裕子と共訳） 新泉社、2012年
- 李培林『再び立ち上がる日本』（監修）人間の科学新社、2011年
- ウルリッヒ・ベック他『国際社会学の射程――社会学をめぐるグローバル・ダイアログ』（芝真里と共編訳） 東信堂、2016年

### 辞典類執筆
- 1985『新版 社会学用語辞典』学文社
- 1992『全訂版 社会学用語辞典』学文社
- 1993『新社会学事典』有斐閣
- 1994『現象学事典』（編集協力者）弘文堂
- 1994『現代思想ピープル101』新書館
- 1998『岩波 哲学思想辞典』岩波書店
- 2000『政治学事典』弘文堂
- 2002『情報学事典』弘文堂
- 2002『事典・哲学の木』講談社
- 2005『現代倫理学事典』弘文堂
- 2012『現代社会学事典』弘文堂
- 2015『社会学理論応用事典』丸善

## 論文

### 主要論文（上記の文献掲載以外の主要論文）
- 1979「ウェーバー社会学における『意味』の一考察――理解社会学の視角に関する覚え書」『社会学年誌』20.
- 1981「社会学における〈意味〉の問題――ウェーバーとシュッツを中心に」『社会学評論』32(2).
- 1984「現象学的社会学の構図と方向――その記号学的展開に向けて」『群馬大学教養部紀要』18.
- 1985「類型化と主観性――アルフレッド・シュッツの構造解明」『エピステーメー』Ⅱ-1.
- 1988「後期シュッツと〈知〉の社会学の可能性――類型化をめぐって」『現代思想』 16(7).
- 1992 Schutz in Japan: A Brief History, Human Studies: A Journal for Philosophy and the Social Sciences, 15(1).
- 1994「社会学哲学の新境囲――実践的世界の領野へ（20枚書評）」『図書新聞』2180.
- 1995「シュッツと音楽の現象学的社会学』の意味――シュッツ論の新たな課題」『現象学年報』10.
- 1996「戦後思想と社会学論――現象学的視座からみた〈主観性〉をめぐる問い」『社会学評論』47(1).
- 1997「後期シュッツと現象学的社会学の可能性――二つの二重性問題と50年代のシュッツ」『社会学史研究』19.
- 1997「社会学と役割存在論――相互行為・物象化・制度」『情況』第2期8(8).
- 1998「社会学と現象学――近代・身体・発生論」『情況』第2期9(1).
- 1998「〈性〉をめぐる思想と世相――「６０年代」の問いから」『武蔵大学総合研究所紀要』8.
- 1998「社会学理論への新たな問い」『情況別冊 現代社会学の最前線[1]  20世紀社会学の知を問う』
- 1998「制度論序説――社会学における〈制度の発生論〉」『情況別冊 社会学理論の最前線[2] 現代社会学のトポス』
- 2000「日本社会学――『社会学評論』にみる理論社会学の50年」 『情況別冊 社会学最前線[3] 社会空間への問い』
- 2000「ミード理論からの示唆――社会行動主義と発生論の視座」『現代社会理論研究』10.
- 2001「自己から社会へ――現象学的社会学の社会理論」『現代社会学研究』11.
- 2001「法と政治の現象学的社会学――シュッツ理論の系譜から」『現象学年報』17.
- 2003「社会学的国家論の展開に向けて――問われるべき課題の現在」『現代社会理論研究』13.
- 2005「廣松社会哲学の現代的意義――社会的行為論の射程」『情況』第3期6(7).
- 2005「廣松渉社会哲学的現代意義」（中国語）『南京社会科学』210.
- 2005「グローバル化時代における他者と感情」『京都フォーラム 公共的良識人』170.
- 2006「グローバル化時代の社会学とアジア――理論と実践の問いから」 『コロキウム：現代社会学理論・新地平』1.
- 2007「脱国家的志向の可能性」『社会理論研究』８.
- 2007 On ‘Genetic' Thinking in Shutzian Phenomenological Sociology, Colloquium: The New Horizon of Contemporary Sociological Theory, No.3.
- 2007 On the Discussions of Public Sphere in Contemporary Japan, Colloquium: The New Horizon of Contemporary Sociological Theory, No.3
- 2008「グローバル化・現象学･アジア」『年報 社会科学基礎論研究』５.
- 2008「廣松渉と―東アジアと―社会学」『情況』第3期8(3).
- 2009 Social Theory and the Theory of Intersubjectivity in the Age of Globalization: Contemporary Development of Phenomenological Sociology, Colloquium: The New Horizon of Contemporary Sociological Theory, No.4.
- 2010「共に生きること」と現象学的社会学――アジア・共生・制度への視線と間主観性論」『社会志林』56(4).
- 2010 The Development of Japanese Sociological Theory and its ‘Responsibility’ to the Asian Future, Colloquium: The New Horizon of Contemporary Sociological Theory, No.5.
- 2011「グローバル化・移動・社会学実践」『書斎の窓』604.
- 2011「越境する人びと――八ヶ岳東南麓の外国人農業研修生」『コロキウム：現代社会学理論・新地平』6.
- 2012 Immigrants from Asia and the Problems of Foreigners in Japan, Colloquium: The New Horizon of Contemporary Sociological Theory, No.7.
- 2013「社会学理論の現在から未来へ――理論研究におけるトランスナショナリズムの意味」『現代社会学理論研究』7.
- 2013「東日本大震災とイノリティ――トランスナショナルな日常生活者の目線から」『日本学術会議 学術の動向』18(11).
- 2014「交流・対立・理解――震災後日本におけるトランスナショナリズムの可能性を問う」『コロキウム：現代社会学理論・新地平』8.
- 2014「海を渡る移住者たち――大震災・移民・ローカルマイリティ」『コロキウム：現代社会学理論・新地平』8.（芝真里・小坂有資と共著）
- 2014 Past, Present, and Future of Studies in Japanese Sociological Theory: Challenges of the Society for Sociological Theory in Japan, Messages to the World, Japan Consortium for Sociological Committee. (with Kiyomitsu Yui)
- 2014「チャイナ・デイ――中国社会学者との新たな対話に向けて」『社会学評論』65(3).（首藤明和と共著）
- 2015「トランスナショナリズムと社会のイノベーション――移動と共生の時代を問う21世紀社会論へのプロレゴメナ」『社会イノベーション研究』10(1).
- 2015「社会学の視点から多文化社会を問い直す――方法論的トランスナショナリズムの射程」『多文化社会研究』1.
- 2015「越境する実践としてのトランスナショナリズム――多文化主義をこえるコスモポリタニズムと間文化主義への問い」『グローカル研究』2.
- 2015 Après le tremblement de terre au Japon: la mission transnationale de la sociologie, Socio: revue des Editions de la Maison des sciences de l'homme, Vol.5.
- 2017 The Challenge of Okinawan Social Thoughts: Okinawan Glocal Network and Independence Movements after the Ryukyu Kingdom, Nishihara, K., ed., Glocal Perspectives on the Contemporary Socio-Cultural Movements, Seijo CGS Working Papers Series No.13, CGS: Center for Glocal Studies.
- 2018「日本社会学と沖縄問題――トランスナショナリズムと東アジア共同体という視角」『グローカル研究』５.
- 2018「現代社会学のラディックス――作田と見田における戦後日本社会論と他者への問い『現代社会学理論研究』12.
- 2018「トランスナショナリズムとリージョナリズム――沖縄発・東アジアの連帯はいかにして可能か」 『中国社会学会中日社会学専委会2018年会「越境：東亜的知識生産・文化伝播と交融」国際学術研討会：会議論文集』2.
- 2019 Intersubjectivity and Transnational Phenomenological Sociology: An Essay on Social Empathy in East Asia from the Viewpoint of Okinawan Issues, Journal of Asian Sociology, The Institute for Social Development and Policy Research, Seoul National University, 48(1).
- 2019 Glocal Studies and Transnational Sociology in East Asia: Analysis, Methodology, or Ideal Image?, Theories and Practices of Glocalization Studies in Europa and East Asia, The Center for Glocal Studies.
- 2019「沖縄と東アジア共同体論へのリージョナルな問い――トランスナショナル社会学と現象学的社会学とのグローカルな交点」『グローカル研究』６.
- 2019 Okinawa, Military Bases, and the East Asian Community, in Jeju and Okinawa: the Future of the Islands in East Asia, Jeji National University Institute of Peace Studies（なお、本論稿の韓国語訳”오키나와, 군사기지,그리고 동아시아 공동체”も同時掲載）
- 2019 「東アジア共同体論への社会学的課題と実践論的課題――砂川そして沖縄から学ぶ脱国家的志向」『東アジア共同体・沖縄（琉球）研究』３.
- 2021「思考の補助線――わが半生記と反省記」『成城教育』190.
- 2021「グローカル研究におけるグローカル化概念の位置と意味――沖縄・砂川・済州からのリージョナルな問いへ」上杉富之編『社会と文化をグローカルに見て、考える　――人的資源のグローカル研究』成城大学グローカル研究センター
- 2021「砂川から考える基地・平和・共生――砂川平和しみんゼミ講義録①」砂川平和ひろば集会資料集『基地問題と東アジアの平和――いま新たに砂川から』
- 2021「東アジア共同体形成の以後と課題をめぐる考察――木村朗氏との対話を手掛かりに」『21世紀東アジア社会学』11.（なお、この論考は同年の『東アジア共同体・琉球（沖縄）研究』５. に転載された）

#### その他
- CiNii<西原和久